# لینکلن (بازیکن فوتبال، زاده ۱۹۸۹)
لینکلن (انگلیسی: Lincoln؛ زادهٔ ۷ نوامبر ۱۹۹۸) بازیکن فوتبال اهل برزیل است.
از باشگاه‌هایی که در آن بازی کرده‌است می‌توان به باشگاه فوتبال گرمیو اشاره کرد.
وی همچنین در تیم‌های ملی فوتبال زیر ۱۵ سال برزیل و زیر ۱۷ سال برزیل بازی کرده‌است.